# Communauté de communes du Vihiersois-Haut-Layon
Die Communauté de communes du Vihiersois-Haut-Layon ist ein ehemaliger französischer Gemeindeverband mit der Rechtsform einer Communauté de communes im Département Maine-et-Loire in der Region Pays de la Loire. Sie wurde am 21. August 2001 gegründet und umfasste sechs Gemeinden. Der Verwaltungssitz befand sich im Ort Vihiers, Gemeinde Lys-Haut-Layon.

## Historische Entwicklung
Mit Wirkung vom 1. Januar 2016 fusionierten sieben Gemeinden des Gemeindeverbandes zur Commune nouvelle Lys-Haut-Layon.
Mit Wirkung vom 1. Januar 2017 fusionierte der Gemeindeverband mit 
- Communauté d’agglomération du Choletais und
- Communauté de communes du Bocage

und bildete so die Nachfolgeorganisation Agglomération du Choletais. Trotz der Namensähnlichkeit mit einer der Vorgängerorganisationen handelt es sich um eine Neugründung mit anderer Rechtspersönlichkeit.

## Ehemalige Mitgliedsgemeinden
1. Cernusson
2. Cléré-sur-Layon
3. Montilliers
4. Passavant-sur-Layon
5. Saint-Paul-du-Bois
6. Lys-Haut-Layon (Commune nouvelle)